# Катран пірчастий
Катран пірчастий, катран перистий (Crambe pinnatifida) — рослина роду катран (Crambe) родини капустяні (Brassicaceae), поширений у Криму, Румунії, Закавказзі. За іншими даними цей таксон вважається підвидом — Crambe tataria pinnatifida.
- не плутати з акулою «Катран (Squalus)»

## Опис
Багаторічна рослина 50—150 см заввишки. Листки не м'ясисті, перисто-надрізані або перисто-роздільні, з великими частками.

## Поширення
Поширений у Криму, Румунії, Закавказзі.
В Україні вид зростає на сухих схилах, часто мергелистих, у степах — у Степовому Криму, на Тарханкутському й Керченському п-овах, в околицях Бахчисарая, м. Симферополь, Феодосійської міськради, масиву Карадаг, смт Планерске, зрідка; кормова й декоративна рослина.